# Mitrailleuse Colt-Browning 1895
La mitrailleuse Colt-Browning 1895 (en anglais : « M1895 Colt–Browning machine gun »), aussi parfois simplement désignée Colt-Browning M1895, est une mitrailleuse alimentée par bande, refroidie à l'air et opérant par emprunt de gaz pour atteindre une cadence de tir de 450 coups/min.
Basée sur un design de John Browning et Matthew S. Browning daté de 1889, c'est la première mitrailleuse à emprunt de gaz réellement efficace opérationnellement.

## Mécanisme

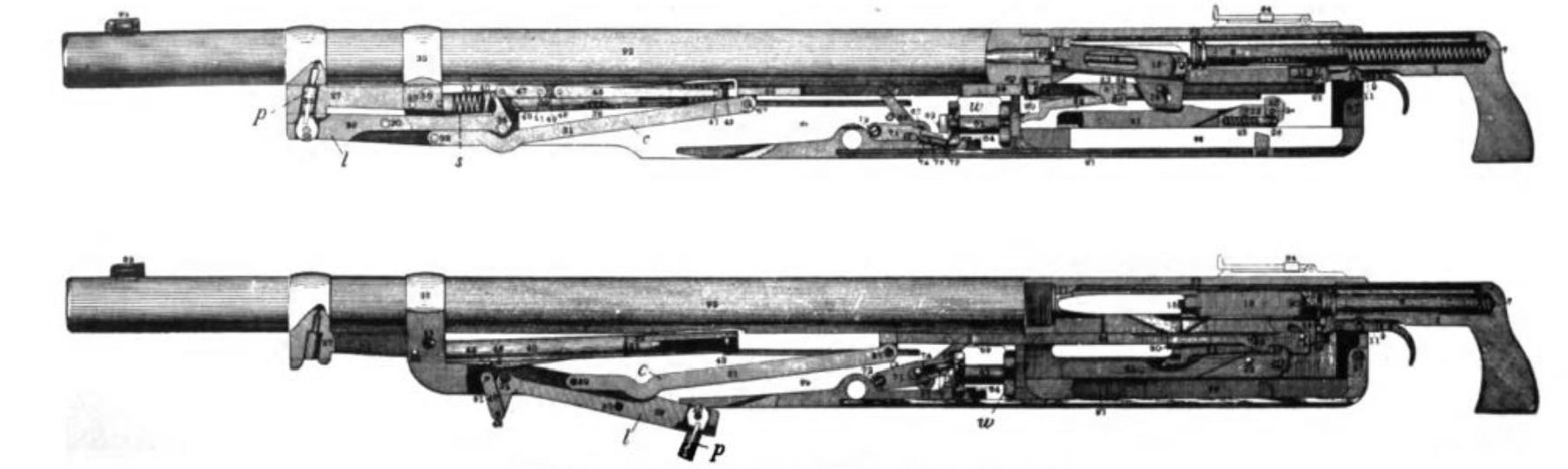
Le mécanisme de la M1895 illustrant deux positions extrêmes du levier: inséré dans le port (en haut) et au maximum de recul (bas)

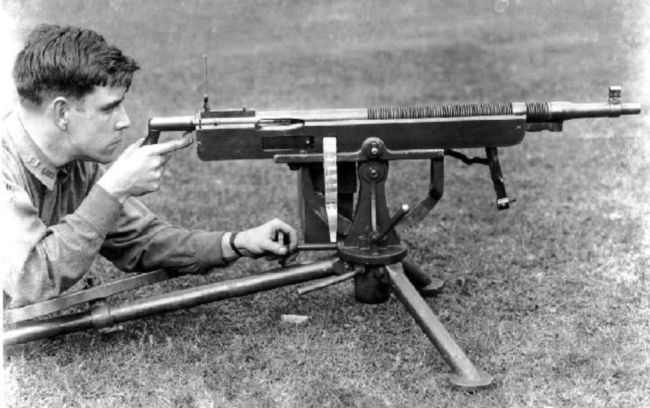
Une des dernières versions de la Colt-Browning M1895 en plein tir. Le levier, sous l'avant du canon, est proche de son point le plus bas.

Le mécanisme du M1895 a été breveté en 1892 par les frères John et Matthew Browning. Il s'agit d'un de leurs premiers brevets pour des armes automatiques, après qu'ils ont travaillé sur des fusils à levier comme le Winchester 1886.
De nombreuses similitudes avec les fusils à levier peuvent être constatées, comme dans la position des pièces et dans le mouvement de réarmement. L'emprunt de gaz s'opère par une percée dans le canon, appelée « le port », qui éjecte le levier vers le bas et en arrière dans un mouvement rotatif, avant que le ressort de la charnière, comprimé par ce mouvement, inverse celui-ci et replace le levier dans le port.

## Variantes
Au fil de sa production, la Mitrailleuse Colt-Browning 1895 fut déclinée Colt Mark I, Colt Mark III et  Colt M1914 (version export de la Mark III). De même, les Usines Marlin en  dérivèrent les mitrailleuses M1917 et M1918.
| Munition | Cadence de tir théorique | Longueur | longueur du canon | Masse à vide | Masse du trépied | Chargeur                |
| --- | ------------------------ | -------- | ----------------- | ------------ | ---------------- | ----------------------- |
| .30-40 Krag ou .30-06 Springfield (M1895) puis 7 mm Mauser, .303 British, 7, 62 mm Mosin-Nagant ou 7,65 mm Mauser (M1914) | 450 coups par minute     | 1030 mm  | 720 mm            | 15,8 kg      | 25,5 kg          | bande de 250 cartouches |

## Utilisateurs  et conflits principaux
Entre 1895 et 1945, cette mitrailleuse fut en service dans les armées des pays suivants :
- Belgique
- Canada
- Seconde République espagnole : Armes livrées au Camp Républicain par Moscou.
- États-Unis
- France
- Finlande Armes prises sur les Russes en 1917-1918.
- Royaume d'Italie
- Mexique
- Pologne
- Royaume-Uni
- Russie
- Tchécoslovaquie
- Uruguay

Ainsi les mitrailleuses 1895 et 1914 ont été notamment employées lors des Guerre hispano-americaine,Guerre américano-philippine, Révolte des Boxers,Révolution mexicaine, Grande Guerre, Guerre civile finlandaise, Guerre civile russe, Guerre des Bananes, Guerre civile espagnole et Seconde guerre mondiale.